# Campaña de las Cien Flores
La Campaña de las Cien Flores, también denominada el Movimiento de las Cien Flores (en chino tradicional, 百花運動; en chino simplificado, 百花运动; pinyin, bǎihuā yùndòng), se refiere a un breve período entre 1956 y 1957 en la historia de la República Popular China en el que el líder del Partido Comunista (PCCh) Mao Zedong alentó las críticas y el debate acerca de los problemas políticos y económicos que aquejaban al país, bajo la consigna :

“Permitir que 100 flores florezcan y que cien escuelas de pensamiento compitan es la política de promover el progreso en las artes y de las ciencias y de  una cultura socialista floreciente en nuestra tierra”.

La primera parte de la frase suele ser recordada en Occidente a partir de la traducción incorrecta “que mil flores florezcan” y suele ser usada para referirse a los supuestos esfuerzos deliberados de deshacerse de los disidentes, después de haberlos alentado a expresar sus críticas hacia el régimen, antes de haber procedido a detenerlos y reprimirlos.
Esta visión es apoyada por la autora Jung Chang, quien afirma que la campaña fue en realidad una trampa política y que Mao primero procuró que saltasen aquellas voces más críticas contra su nuevo régimen y la ortodoxia ideológica del PCCh, para luego proceder a acallarlas mediante una persecución y represión más o menos selectivas. También Nikita Jrushchov incide en sus memorias en esta visión al afirmar que Mao había animado a la gente "a expresarse más abiertamente y así poder cortar mejor…aquellas flores cuyo olor o aroma se estimase equivocado". No obstante, esa crítica ha sido desafiada principalmente porque el primer ministro Zhou Enlai desempeñó un importante papel en la campaña. La represión que siguió al fracaso de la campaña terminó radicalizando la ortodoxia ideológica maoísta frente a eventuales opiniones particulares divergentes o disidentes.

## Trasfondo histórico
La República Popular China fue fundada el 1 de octubre de 1949 y pronto la reforma agraria dominaría la agenda del entonces flamante gobierno comunista. Seguidamente, a comienzos de la década de 1950 tuvieron lugar algunas campañas “anti”, las cuales pusieron fin a la propiedad privada de la tierra y purgaron a varios miembros del PCCh considerados como “representantes o arrendadores de los capitalistas”.
Naturalmente, la única escuela de pensamiento aceptada como guía ideológica en ese tiempo era la marxista-leninista (según la ortodoxia estalinista), la que sería posteriormente reinterpretada por el propio Mao Zedong durante ese decenio y le iría dando forma a su propia variante ideológica, que pasaría a ser conocida como maoísmo.

Lo que posteriormente sería conocido como Movimiento de las Cien Flores, fue inicialmente una pequeña campaña dirigida a los intelectuales y a las  burocracias locales con afiliados no comunistas, a quienes hasta entonces se les había impedido hablar abiertamente contra las políticas y los problemas existentes en el relativamente nuevo gobierno central. Los intelectuales que habían abandonado China regresaron al país para tomar parte en la “creación de un nuevo orden”. Sin embargo, en palabras del historiador británico Eric Hobsbawm:
"esta explosión de libre pensamiento mostró la ausencia de un unánime entusiasmo por el nuevo orden [y] Mao vio confirmada su instintiva desconfianza hacia los intelectuales".
Durante tres años, miles de intelectuales (muchos de los cuales provenían de familias prósperas) tomaron cursos y “talleres de pensamiento revolucionario y de lucha de clases”. El primer ministro Zhou Enlai fue quien encabezó la primera campaña: realizó esfuerzos continuos junto a otros prominentes funcionarios del Gobierno Central, pero los resultados fueron mínimos, porque pocos se animaron a sincerarse y a hablar abiertamente de sus pensamientos.

Durante una reunión de 1956 del Politburó chino, Zhou enfatizó la necesidad de que se realizase una campaña mayor, dirigida esta vez al “mar de los intelectuales” para que estos individuos hablasen abiertamente acerca de las políticas desarrolladas por el régimen, lo que en teoría permitiría un gobierno mejor y más equilibrado. El propio Mao había apoyado la idea en un principio. En uno de sus discursos de 1956, Zhou dijo que:
“el gobierno necesita la crítica de su gente” y agregó que “sin esta crítica, el gobierno no podrá funcionar como la ‘dictadura democrática del pueblo’ y se perdería la base o el fundamento de un gobierno saludable... debemos aprender de los viejos errores, aceptar todas las formas de la crítica saludable, y hacer lo que podamos para satisfacerlas”.

## Las “Cien Flores”
En el verano de 1956 Mao halló la idea interesante y se hizo cargo de ella, suplantando a Zhou Enlai. La idea era que los intelectuales discutiesen acerca de los problemas prácticos del país, para así promover reformas institucionales y hasta artísticas. Mao, no obstante, veía esto como una oportunidad para promover el socialismo. El líder creía que del debate resultaría la “supremacía implícita” del socialismo sobre el capitalismo, aún entre los chinos no comunistas y aquellos miembros de la “clase social derrotada” en la guerra civil que lo había llevado al poder.

De esa manera, luego de haber convencido a la gente ideológicamente, sería más fácil implantar las reformas sociales que tenía planeadas (y las adicionales que en algún momento iría planificando en el futuro). En un discurso posterior de Mao, titulado “Sobre el tratamiento correcto de las contradicciones en el seno del pueblo”, Mao mostró un abierto y decidido apoyo inicial a la campaña diciendo que:
“nuestra sociedad no puede retroceder, sólo avanzar... la crítica a la burocracia está empujando al gobierno a ser mejor”.
Frases como esa dieron comienzo a lo que también sería conocido como el “Movimiento de las Cien Flores”. En el discurso, el líder supremo alentó a la gente a ventilar sus críticas siempre y cuando fuesen “constructivas” (“entre la gente” o “entre nosotros”) más que “odiosas y destructivas” (“entre el enemigo y nosotros”). El nombre del movimiento se originó a partir del poema en chino tradicional, 百花齊放，百家爭鳴; en chino simplificado, 百花齐放，百家争鸣; pinyin, bǎi huā qífàng, bǎi jiā zhēngmíng, traducido como “Que 100 flores florezcan, que 100 escuelas de pensamiento compitan”.
Mao había usado esto como una señal de lo que quería de los intelectuales del país, para que diferentes variantes ideológicas compitiesen entre sí y expresasen sus opiniones acerca de los asuntos cotidianos del país. El líder máximo estaba haciendo alusión a la era histórica de los denominados reinos combatientes, cuando numerosas escuelas de pensamiento diferentes y hasta contradictorias entre sí competían por la supremacía ideológica y no militar.
Históricamente tanto la doctrina del confucianismo como la del taoísmo habían ganado una gran prominencia, por lo que el naciente socialismo marxista debería ser puesto a prueba frente a ellos. La campaña públicamente comenzó a fines de 1956. En las etapas iniciales del movimiento, los temas debatidos eran relativamente menores y poco importantes en relación con el “gran esquema de las cosas” del mundo chino. El gobierno central no recibió muchas críticas, aunque hubo un incremente significativo de cartas que proponían consejos relativamente “conservadores”.
El primer ministro Zhou Enlai recibió algunas de esas cartas, y una vez más se dio cuenta de que, aunque la campaña había ganada una notable publicidad, no estaba progresando tanto como se había deseado originalmente. Zhou se acercó a Mao para comentarle acerca de la situación, alegando que se necesitaba un mayor incentivo por parte del gobierno central para que los intelectuales discutiesen en mayor medida que hasta entonces.
Para la primavera de 1957, Mao había anunciado que la crítica era preferible y había comenzado a acumular presión sobre aquellos que no se avocaban a la crítica saludable de las políticas del gobierno central. Esto fue visto por muchos como una medida desesperada para lograr que la campaña funcionase. La recepción que tuvo la medida entre los intelectuales fue prácticamente inmediata, y los más entusiastas de ellos terminaron despachando sus críticas contra cualquier tabú político o ideológico.
En el corto período de sólo 46 días entre el 1 de junio y el 17 de julio de 1957, literalmente millones de cartas fueron enviadas a la oficina del primer ministro y a las de otras autoridades del PCCh. La gente comenzó a hablar externalizar sus pensamientos y a hablar abiertamente, poniendo carteles con consignas políticas en los campus universitarios, reuniéndose en las calles, manteniendo reuniones con miembros activos del PCCh y escribiendo en revistas artículos ideológicamente críticos y comprometidos. Por ejemplo, estudiantes de la Universidad de Pekín crearon un “mural democrático” mediante el cual criticaban mediante escritos y pósteres al PCCh y a algunos de sus dirigentes.

Ellos protestaban contra el (férreo) control del PCCh sobre los intelectuales, la dureza de las masivas campañas políticas previas contra los acusados de ser “contrarrevolucionarios el inicialmente poco original y hasta subordinado seguimiento del modelo político estalinista de la soviético, el bajo nivel de vida de la población en general, la proscripción de la literatura extranjera, la corrupción económica entre los cuadros partidarios y el hecho de que:
“los miembros del Partido tenían [o disfrutaban] de muchos privilegios que hacían de ellos una ‘raza’ aparte”.
Análogamente los principales dirigentes trotskistas, comenzando por el propio León Trotski, realizarían una acusación similar sobre la URSS durante el régimen de Iósif Stalin, acusando a la nomenklatura del PCUS de haberse convertido en una suerte de nueva casta clase social.
En opinión de Mao, muchas de esas cartas habían violado el nivel de críticas saludables y habían alcanzado uno dañino e incontrolable. Muchas de las misivas aconsejaban al gobierno ser “democrático”, “abrirse” y en general criticaban en mayor o menor medida el sistema político. El primer ministro Zhou Enlai había inicialmente investigado y participado moderadamente de algunas de esas críticas. Por el contrario, parece que Mao se rehusó a hacerlo por sí mismo.
La campaña terminó levantando una vieja aprehensión gubernamental de que aquellos que criticaban de una forma más dañina podrían volverse una amenaza contra la legitimidad de las autoridades políticas. Para principios de julio de 1957, la campaña se había vuelto cada vez más difícil de controlar, y el cada vez más cerrado y endurecido ideológicamente Mao estaba viendo que varias de las cartas recibidas eran “absurdas” (por ser excesivamente liberales y hasta libertarias).
Los intelectuales e incluso algunos individuos comunes estaban proponiendo algunas ideas sumamente peligrosas para el régimen de Mao, como por ejemplo que “el Partido Comunista Chino debe abandonar el poder”, “los intelectuales están siendo torturados mientras viven en una sociedad comunista”, “habrá una total falta de libertad si el PCCh sigue rigiendo el país”, “el país debería ser dividido en varias regiones con un partido político diferente a cargo de cada una de ellas”, “cada partido debería gobernar [solamente] durante períodos transicionales de cuatro años de duración”, etc.

## La campaña vista como una supuesta trampa

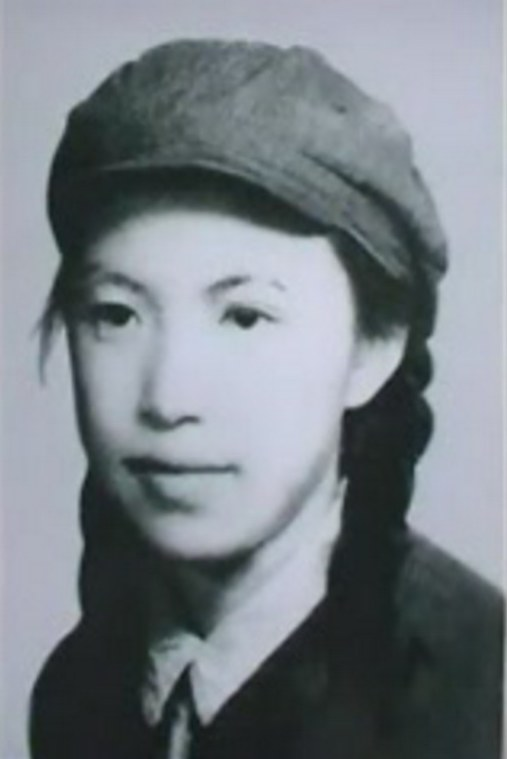
Estudiante Lin Zhao condenada por criticar al Partido y ejecutada en 1968.

En julio de 1957 Mao ordenó que la campaña se detuviese definitivamente. Además de las propias pérdida de gobernabilidad que había estado trayendo el destape producido por la campaña de las cien flores, habían tenido lugar dos preocupantes hechos recientemente dentro del hasta entonces monolítico mundo comunista. Por un lado, había tenido lugar la denuncia realizada por el líder soviético Nikita Jrushchov a las políticas de su fallecido antecesor, Iósif Stalin. Esta, que había tenido lugar a partir de su luego famoso discurso secreto del 25 de febrero de 1956, terminó degenerando en la momentánea y finalmente aplastada Revolución húngara de 1956. Estos eventos, que indudablemente estaban relacionados con la liberalización posterior al período estalinista, hicieron que Mao sintiese su poder bajo amenaza y que en consecuencia ratificara férreamente la ortodoxia y disciplina partidaria.
El discurso anterior de Mao “Sobre el correcto manejo de las contradicciones entre el pueblo” fue en consecuencia cambiado en gran medida, y pasaría a ser una pieza más bien digna de su posterior movimiento antiderechista.
Nunca quedó del todo claro si Mao desde el principio intentó que la campaña fuese una trampa para atrapar a aquellos que albergaban pensamientos hostiles contra el PCCh y sus dirigentes, o si genuinamente estaba tratando de averiguar o sondear la opinión pública de la nación y que simplemente se sintió mortificado por los resultados (los cuales contribuyeron a apagar el idealismo inicial que había tenido al respecto). Sea como haya sido, la campaña condujo finalmente a una enorme pérdida de los derechos individuales, en particular de los intelectuales chinos formados en las escuelas y centros de enseñanza occidentales.

## Efectos de la Campaña de las Cien Flores
El movimiento de las cien Flores fue el primero de su tipo en la historia de la República Popular China, en el que el por entonces relativamente nuevo gobierno se abría a recibir críticas ideológicas provenientes de los intelectuales y del público en general. Aunque su auténtica naturaleza seguirá siendo objeto de debate entre los diferentes historiadores, en general se puede concluir que el curso que tomaron los acontecimientos alarmó de tal manera al gobierno central comunista, que Mao prefirió terminar bruscamente con ese “experimento social”. El movimiento también representó el resurgimiento de un patrón que ya había tenido lugar durante la larga historia china, mediante el cual el gobierno primeramente promovía la libertad de pensamiento y luego (preocupado por sus eventuales “peligrosas” consecuencias) la suprimía nuevamente.
Un similar relajamiento ideológico tendría lugar en la década de 1980, ya que las iniciales reformas económicas terminaron haciendo que varios miles de estudiantes (con el apoyo de algunos sectores intelectuales) exigiesen una apertura política paralela en varios estudiantes. Esta último levantamiento, sin embargo, no había previamente sido incitado por el gobierno (el cual ya “había aprendido la lección” luego de la Campaña de las Cien Flores). Estas protestas tuvieron su trágico final en la represión militar de las protestas de la plaza de Tian'anmen, que tuvieron lugar entre mayo y junio de 1989.
El resultado final de la campaña de las Cien flores fue la persecución de los intelectuales, funcionarios, estudiantes, artistas y disidentes etiquetados como “derechistas” durante el Movimiento antiderechista que le siguió a modo de “culatazo ideológico”.
Durante este período, más de 550.000 personas identificadas como (desviacionistas) “derechistas” fueron humilladas, encarceladas, degradadas en sus puestos o despedidas de ellos, mandadas e campos de trabajos forzados o de “reeducación”, torturadas o asesinadas.
El movimiento también tuvo un impacto duradero en la percepción ideológica del propio Mao. El líder chino, quien es conocido históricamente por haberse convertido en un dirigente más ideologizado que práctico y pragmático, continuó con su férreo intento de solidificar los ideales socialistas en los movimientos futuros, como sería el caso de la Revolución Cultural. Esta, que recién finalizaría con su muerte en 1976, se volvería tan violenta y virulenta que el propio dirigente máximo se vio obligado a convocar al Ejército Popular de Liberación para restablecer el orden dentro del gigantesco país.
Otro resultado importante de la Campaña de las Cien Flores era que terminó desalentando seriamente el disenso político, e hizo que los intelectuales se volviesen renuentes a criticar a Mao y al Partido Comunista Chino en el futuro.
Además, tal como terminó sucediendo con consecuencias fatales durante la glásnost lanzada por el líder soviético Mijaíl Gorbachov a mediados de la década de 1980, la Campaña de las Cien Flores terminó reavivando las tensiones entre el centro de la etnia han y las minorías nacionales dentro de las provincias y regiones autónomas periféricas de China.
Algunas de estas últimas comenzaron a ventilar sus críticas y protestas contra el “chovinismo han”, el cual ellos ven a partir del acercamiento de los funcionarios del Partido, el cual veían o en la forma en el que el gobierno central de Pekín se dirigía a sus respectivos asuntos locales o “provincianos”.